# Гирлічу
Гирлічу (рум. Gârliciu) — комуна у повіті Констанца в Румунії. До складу комуни входить єдине село Гирлічу.
Комуна розташована на відстані 162 км на схід від Бухареста, 80 км на північний захід від Констанци, 72 км на південь від Галаца.

## Населення
За даними перепису населення 2002 року у комуні проживали 1828 осіб, усі — румуни. Усі жителі комуни рідною мовою назвали румунську.
Склад населення комуни за віросповіданням:
| Релігія       | Кількість осіб | Відсоток |
| ------------- | -------------- | -------- |
| православні   | 1818           | 99,5%    |
| римо-католики | 7              | 0,4%     |
| баптисти      | 2              | 0,1%     |
| п'ятдесятники | 1              | 0,1%     |

## Зовнішні посилання
- Дані про комуну Гирлічу на сайті Ghidul Primăriilor [Архівовано 22 жовтня 2010 у Wayback Machine.]